# Llista de gèneres ediacarians
Aquesta és una llista de tots els gèneres coneguts d'organismes ediacarians.

## A
- Albumares
- Anfesta
- Annulusichnus - icnotàxon
- Andiva
- Arborea
- Archaeaspinus
- Archaeichnum - icnotàxon
- Arenicolites - icnotàxon
- Arkarua
- Aspidella
- Ausia

## B
- Baikalina
- Beltanella - sinònim d'Aspidella?
- Beltanelliformis
- Beltanelloides
- Bomakella
- Bonata
- Bradgatia

## C
- Charnia
- Charniodiscus
- Chondroplon
- Circulichnis - icnotàxon
- Cloudina
- Cochlichnus - icnotàxon
- Conomedusites
- Cyclomedusa - sinònim d'Aspidella?

## D
- Dickinsonia

## E
- Ediacaria - sinònim d'Aspidella?
- Eoporpita
- Ernietta

## F
- Funisia

## G
- Gehlingia
- Glaessneria - sinònim d'Aspidella?
- Glaessnerina
- Gordia

## H
- Hagenetta
- Harlaniella
- Helminthoidichnites - icnotàxon
- Hiemalora

## I
- Inaria
- Intrites - icnotàxon
- Irridinitus - sinònim d'Aspidella?
- Ivesia o Ivesheadia
- Ivovicia[1]

## J
- Jampolium - sinònim d'Aspidella?

## K
- Karakhtia[2]
- Kimberella
- Kuibisia

## L
- Lossinia[1]
- Lorenzinites

## M
- Madigania - sinònim d'Aspidella?
- Marywadea
- Mawsonites
- Medusina
- Medusinites - sinònim d'Aspidella?

## N
- Namacalathus
- Namalia
- Namapoikia
- Nasepia
- Nemiana
- Neonereites - icnotàxon
- Nimbia

## O
- Onega
- Ovatoscutum

## P
- Palaeohelminthoida
- Palaeopascichnus - icnotàxon?
- Paliella - sinònim d'Aspidella?
- Paracharnia
- Paramedusium - sinònim d'Aspidella?
- Parvancorina
- Persimedusites
- Phyllozoon
- Planolites - icnotàxon
- Planomedusites - sinònim d'Aspidella?
- Praecambridium
- Protodipleurosoma - sinònim d'Aspidella?
- Protolyella
- Protoniobia
- Pseudorhizostomites
- Pseudorhopilema
- Pteridinium

## R
- Rangea
- Redkinia
- Rugoconites

## S
- Sekwia
- Sellaulichnus - icnotàxon
- Skinnera
- Skolithos - artefacte geològic
- Solza[2]
- Spatangopsis
- Spriggia
- Spriggina
- Swartpuntia

## T
- Tamga[1]
- Tateana - sinònim d'Aspidella?
- Temnoxa[2]
- Tentaculato
- Thectardis
- Tirasiana - sinònim d'Aspidella?
- Treptichnus - icnotàxon
- Tribrachidium
- Triforillonia

## V
- Vaveliska[2]
- Vendella - sinònim d'Aspidella?
- Vendia
- Vendomia - sinònim de Dickinsonia?[1]

## W
- Wigwamiella
- Windermeria

## Y
- Yelovichnus - icnotàxon
- Yorgia